# Ferrovia Catania-Agrigento
La ferrovia Catania-Agrigento è una linea ferroviaria della Sicilia gestita da RFI che utilizza tratte ferroviarie costruite in tempi diversi, il tratto da Catania Centrale a Caltanissetta Xirbi della ferrovia Palermo-Catania inaugurata tra il 1863 e il 1885 e la linea Caltanissetta Xirbi-Agrigento inaugurata tra il 1874 e il 1880. Fino al 1885 (anno in cui venne inaugurata la ferrovia Palermo-Catania), ne rimase l'unica ferrovia che collegava le città orientali dell'isola (Siracusa, Catania, Messina, Enna e Ragusa) al capoluogo.
La ferrovia costituisce un'importante interconnessione tra le linee Palermo-Catania, Messina-Siracusa e Palermo-Agrigento (anche se queste ultime due per brevi tratti) unendo, inoltre, il versante sud-orientale dell'isola con l'importante nodo di diramazione di Canicattì, collegando così le città di Licata, Gela e Modica alla Sicilia occidentale.
La linea, lunga quasi 200 km, unisce il versante ionico dell'isola al versante mediterraneo, attraversando numerose città della Sicilia orientale e centrale, mettendo in comunicazione le città di Agrigento, Caltanissetta, Palermo, Enna, Catania e Siracusa alla penisola italiana.

## Caratteristiche

### Storia
| Tratta                                     | Inaugurazione     |
| ------------------------------------------ | ----------------- |
| Catania-Bicocca                            | 1º luglio 1869    |
| Bicocca-Catenanuova                        | 15 maggio 1870    |
| Catenanuova-Raddusa                        | 27 giugno 1870    |
| Raddusa-Leonforte Pirato                   | 15 agosto 1870    |
| Aragona-Porto Empedocle                    | 1º novembre 1874  |
| Leonforte Pirato-Villarosa                 | 1º febbraio 1876  |
| Villarosa-Caltanissetta Xirbi              | 1º marzo 1876     |
| Caltanissetta-Canicattì                    | 24 settembre 1876 |
| Caltanissetta Centrale-Caltanissetta Xirbi | 8 aprile 1878     |
| Canicattì-Aragona                          | 3 novembre 1880   |
| Agrigento Bassa-Agrigento Centrale         | 28 ottobre 1933   |

La ferrovia venne costruita a tratti dalla Società Italiana per le Strade Ferrate Meridionali. La stazione di Caltanissetta Centrale venne collegata il 24 settembre 1876 alla stazione di Canicattì realizzando nel 1881 il collegamento per Licata. Bisognerà attendere l'8 aprile 1878 quando venne inaugurata la Galleria Caltanissetta (1.748 metri) realizzando il collegamento dalla stazione centrale a quella di Santa Caterina Xirbi (circa 6 km) collegando così la città di Caltanissetta con il capoluogo etneo. Il 3 novembre 1880 la stazione di Canicattì venne collegata a quella di Aragona Caldare realizzando il collegamento Caltanissetta-Agrigento e quindi con la linea proveniente da Palermo. La linea rimase l'unico collegamento ferroviario tra i due capoluoghi siciliani tra Palermo e Catania (via Aragona Caldare) fino al 1885, anno in cui venne inaugurata la lunga Galleria di Marianopoli (6.478 metri) che aprì la via più breve verso Caltanissetta Xirbi realizzando quindi il collegamento diretto Palermo-Catania. La ferrovia venne completata nel 1933 quando la stazione di Agrigento Bassa venne collegata alla stazione di Agrigento Centrale. La linea venne completamente elettrificata il 26 maggio 1992.
Dal 1953 al 2010 la linea era percorsa dal treno Espresso 823/834 Freccia del Sud, che collegava Agrigento con Milano. Le principali fermate erano: Canicattì - Caltanissetta C.le - Caltanissetta Xirbi - Enna - Catania C.le - Giarre-Riposto - Taormina-Giardini - Messina C.le - Messina Marittima - Villa San Giovanni - Lamezia Terme C.le - Paola - Battipaglia - Salerno - Napoli Campi Flegrei - Roma Tiburtina - Firenze Campo di Marte - Prato C.le - Bologna C.le - Milano C.le. Negli primi anni 2000 vennero aggiunte anche le fermate di Piacenza, Parma e Modena.
La sezione proveniente da Siracusa veniva agganciata con quella proveniente da Agrigento nella stazione di Catania C.le. Al contrario veniva sganciata sempre nella stessa stazione, quando il convoglio proveniva da Milano o Roma.
A partire dal 2007 il treno diventò tri-settimanale partendo da Milano per quattro giorni alla settimana, assumendo la numerazione 823/824, mentre gli altri giorni effettuava servizio l'espresso Roma-Agrigento, con numerazione 853/854. Nel 2008, in occasione del cambio del nuovo orario 2009, e l'inaugurazione della nuova linea ad alta velocità Milano-Bologna il treno produsse un aumento del tempo di percorrenza tra le due città opposte dell'Italia, peggiorando il servizio, un tempo molto utile e prestigioso per i lavoratori che dalla Sicilia raggiungevano il nord Italia o le zone centrali dell'Europa. L'espresso Milano-Agrigento venne soppresso nel marzo 2010, venendo sostituito dall'IC Roma-Agrigento che, anche quest'ultimo, venne soppresso definitivamente pochi mesi dopo, con il cambio di orario del mese di dicembre 2010, relativo al nuovo orario dell'anno 2011.

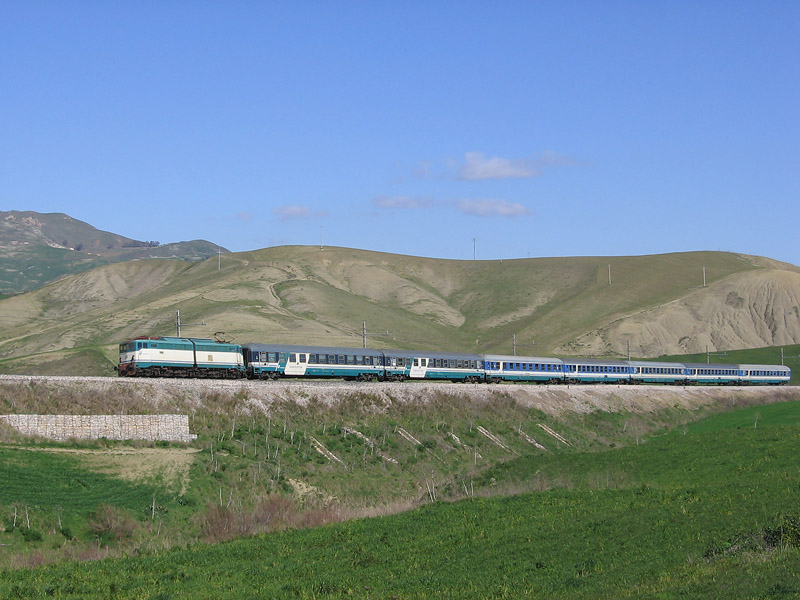
Freccia del Sud: la E.646.192 in testa all'espresso 823 presso Imera (CL).

Dopo la soppressione nel 2011 degli espressi Agrigento Centrale-Milano Centrale e Agrigento Centrale-Roma Termini la ferrovia perse progressivamente importanza limitando le corse da Agrigento Centrale a Caltanissetta Centrale e Xirbi (quest'ultima utilizzata per le coincidenze con dei treni provenienti da Palermo Centrale e diretti a Catania Centrale o Siracusa).
Negli anni 2020, il tratto Bicocca-Catenanuova-Dittaino è stato chiuso, ed è interessato in lavori di raddoppio e ammodernamento, primo tratto della nuova linea Ferrovia Palermo-Catania ad alta capacità. I lavori di questo primo tratto sono iniziati nel 2021 e dovrebbero concludersi nel 2025.

### Percorso
La linea unisce il versante ionico e il versante mediterraneo attraversando buona parte dei centri abitati della Sicilia orientale e centrale da Est a Ovest. Lasciata la stazione di Catania Centrale, superata la Galleria dell'Acquicella (748 metri), la linea oltrepassa la stazione di Catania Acquicella, punto di inizio del tratto a doppio binario, costeggiando l'Aeroporto Fontanarossa (dove nel dicembre 2020 è stata inaugurata l'omonima stazione) e giungendo alla stazione di Bicocca, punto di diramazione per Palermo e Siracusa segnando il termine del doppio binario. Da Bicocca ad Enna, per un lungo tratto è possibile vedere a destra il vulcano Etna. La linea punta verso Ovest in direzione Motta Sant'Anastasia, stazione di diramazione per Regalbuto fino al 1987; superato il fiume Simeto si raggiunge la stazione di Catananuova-Centuripe, attraversando gli agrumeti della Piana di Catania fino a oltrepassare più volte il fiume Dittaino raggiungendo l'omonima stazione. Superata la Piana di Catania la linea prosegue leggermente in salita, valicando la catena montuosa dei Monti Erei raggiungendo la stazione di Enna; poco dopo ha inizio la Galleria Misericordia (1.424 metri) dove al suo interno si raggiunge il picco più alto della linea. Dopo una serie di curve e gallerie si giunge alla stazione di Villarosa, lambendo a tratti l'Autostrada A19, oltrepassando la Galleria Portella (1.197 metri) e il viadotto sul fiume Imera Meridionale oltre l'omonima stazione fino a giungere alla stazione di Caltanissetta Xirbi, dove la linea si dirama per Roccapalumba Alia (proseguendo per Palermo) e Canicattì (proseguendo per Agrigento) o Siracusa. La linea prosegue piegando verso Sud-Ovest oltrepassando una serie di brevi gallerie e un ponte a dodici archi (che oltrepassa il vallone Busiti) in salita fino alla Galleria Caltanissetta (1.748 metri, la più lunga della tratta) giungendo proprio allo sbocco del tunnel alla stazione di Caltanissetta Centrale e dopo aver superato il centro abitato di Caltanissetta e la zona industriale di San Cataldo, la linea costeggia in parte la Strada statale 640 allontanandosene poi per entrare in una zona collinare di campagna e poco antropizzata passando per la stazione di Serradifalco fino a giungere alla stazione di Canicattì dove confluisce la linea proveniente da Agrigento; da qui la linea prosegue senza elettrificazione verso Licata, Gela, Ragusa e Siracusa; la prosecuzione dei treni verso Agrigento provenienti da Caltanissetta e Catania, al contrario, li obbliga al regresso. La linea continua ancora verso Ovest attraversando numerose coltivazioni di vigneti giungendo alla stazione di Castrofilippo e incontrando di nuovo la Strada statale 640 allontanandosene poi definitivamente seguendo l'orografia circostante, raggirando dopo una serie di curve tortuose le brulle colline attraversando i centri abitati di Racalmuto e Grotte, giungendo poi alla stazione di Comitini Zolfare, perdendo progressivamente quota fino a raggiungere la stazione di Aragona Caldare, congiungendosi con la linea proveniente da Palermo. Qui la linea prosegue costeggiando la Strada statale 189 e arrivando dopo circa 10 km alla stazione di Agrigento Bassa (fino al 1959, stazione di testa per la ferrovia Agrigento-Licata); qui si dirama la linea per Agrigento Centrale (a 3 km di distanza dalla Bassa) e Porto Empedocle (un tempo stazione di testa fino al 1985 per la ferrovia a scartamento ridotto Castelvetrano-Porto Empedocle). 
Le principali fermate da Catania verso Agrigento sono: Catania Aeroporto Fontanarossa (operativa dal 2020), Bicocca, Catenanuova-Centuripe, Dittaino, Leonforte-Pirato, Enna, Villarosa, Caltanissetta Xirbi, Caltanissetta Centrale, Serradifalco, Canicattì, Racalmuto, Grotte, Aragona Caldare e Agrigento Bassa; in passato erano operative anche le stazioni di Motta Sant'Anastasia, Imera, San Cataldo, Castrofilippo e Comitini Zolfare, oggi declassate a posto di movimento.
La velocità della linea in alcuni tratti è molto bassa soprattutto tra le stazioni di Aragona Caldare e Canicattì e tra Villarosa e Enna con velocità media di 70–80 km/h raggiungendo in alcuni punti oltre 90 km/h; la più alta viene raggiunta nel tratto tra le stazioni di Catenanuova-Centuripe e Bicocca con velocità compresa tra i 110 km/h e i 130 km/h. Il tempo di percorrenza tra le due città estreme è circa 3 ore e 30 minuti.
Complessivamente la distanza da Catania ad Agrigento è 194 km ed è la terza linea ferroviaria elettrificata più lunga dell'isola dopo la ferrovia Palermo-Catania e Palermo-Messina. Considerando il tratto Agrigento Bassa-Porto Empedocle la linea misura poco più di 200 km.

### Trazione elettrica
I mezzi di trazione elettrica che circolavano nella linea ferrata erano le locomotive E.646, E424, E.464, E.636, e dal 2009 le E.633, che venivano utilizzate sia per i treni a lunga percorrenza che per i merci. A partire dal 2006 sulla linea sono anche apparsi i convogli Ale 501, meglio noti come Minuetto, che, attualmente, sono gli unici mezzi a trazione elettrica impiegati sul tracciato, in quanto le elettromotrici ALe 582 vennero trasferite nel 2012 alla DTR Calabria.

### Trazione diesel
Per quanto riguarda la trazione diesel la linea era percorsa dalle locomotive D.343 e D.443 fino alla completa elettrificazione all'inizio degli anni 90. Le automotrici più impiegate risultavano le ALn 668.3000, le ALn 668.3100, e le ALn 668.3200 che oggi raramente percorrono la linea Caltanissetta-Agrigento poiché utilizzate soprattutto nella tratta Caltanissetta Xirbi-Canicattì-Gela-Ragusa-Modica.

### Traffico
La linea è percorsa da treni regionali della relazione Agrigento Centrale-Caltanissetta Centrale-Caltanissetta Xirbi, della relazione Caltanissetta Centrale-Catania Centrale e dalla relazione di treni regionali veloci Palermo Centrale-Caltanissetta Xirbi-Catania Centrale-Siracusa. Dalla stazione di Caltanissetta Centrale effettua servizio un regionale diretto a Taormina (soltanto nei giorni feriali) e un regionale veloce diretto a Palermo (nei festivi).
Notevole il traffico merci a partire dagli anni '70 che vide diminuire la sua importanza all'inizio degli anni 2000.

## Galleria d'immagini

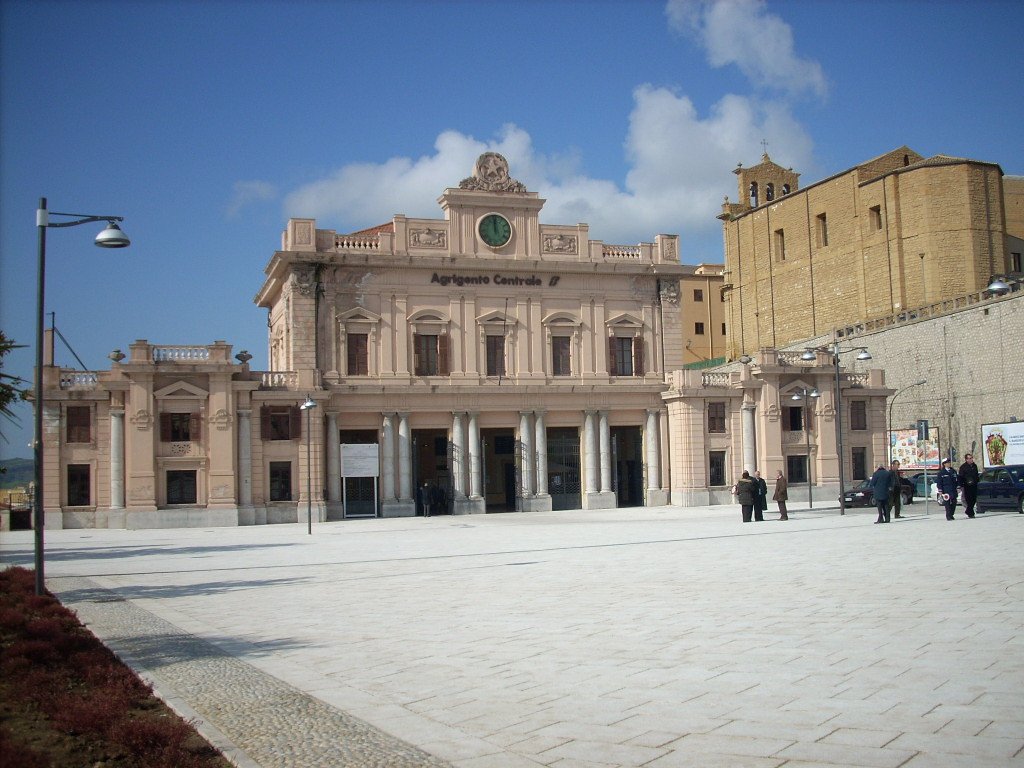
Stazione di Agrigento Centrale
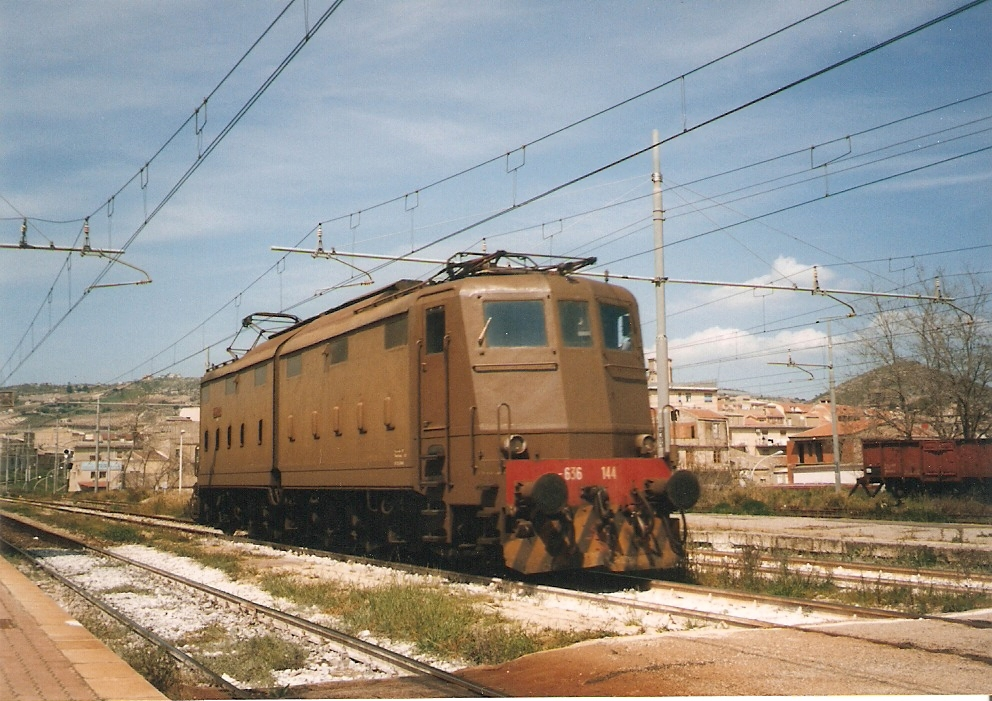
E.636 in manovra alla stazione di Canicattì, una delle locomotive elettriche più utilizzate nella tratta fino ai primi anni 2000.
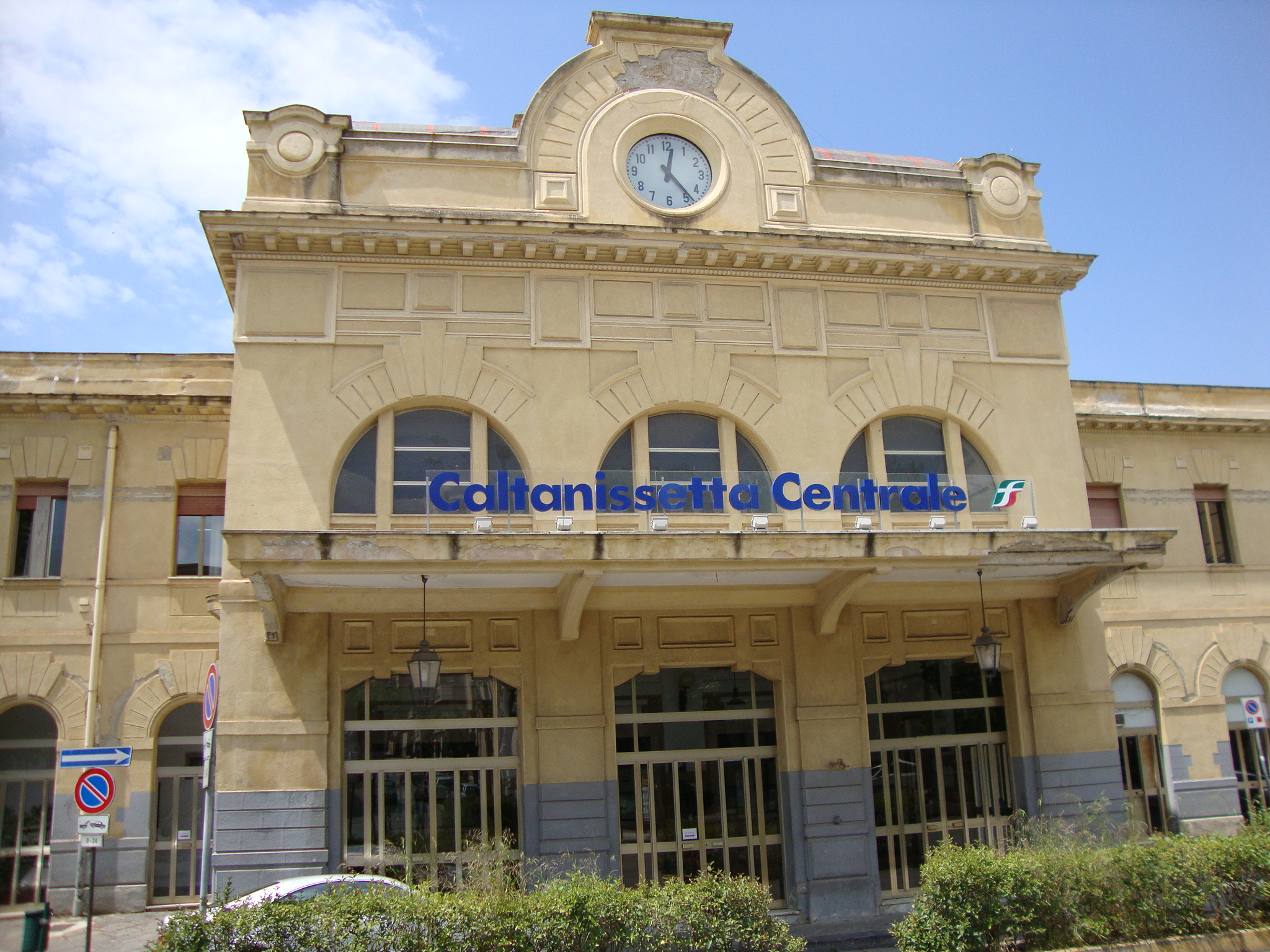
Stazione di Caltanissetta Centrale
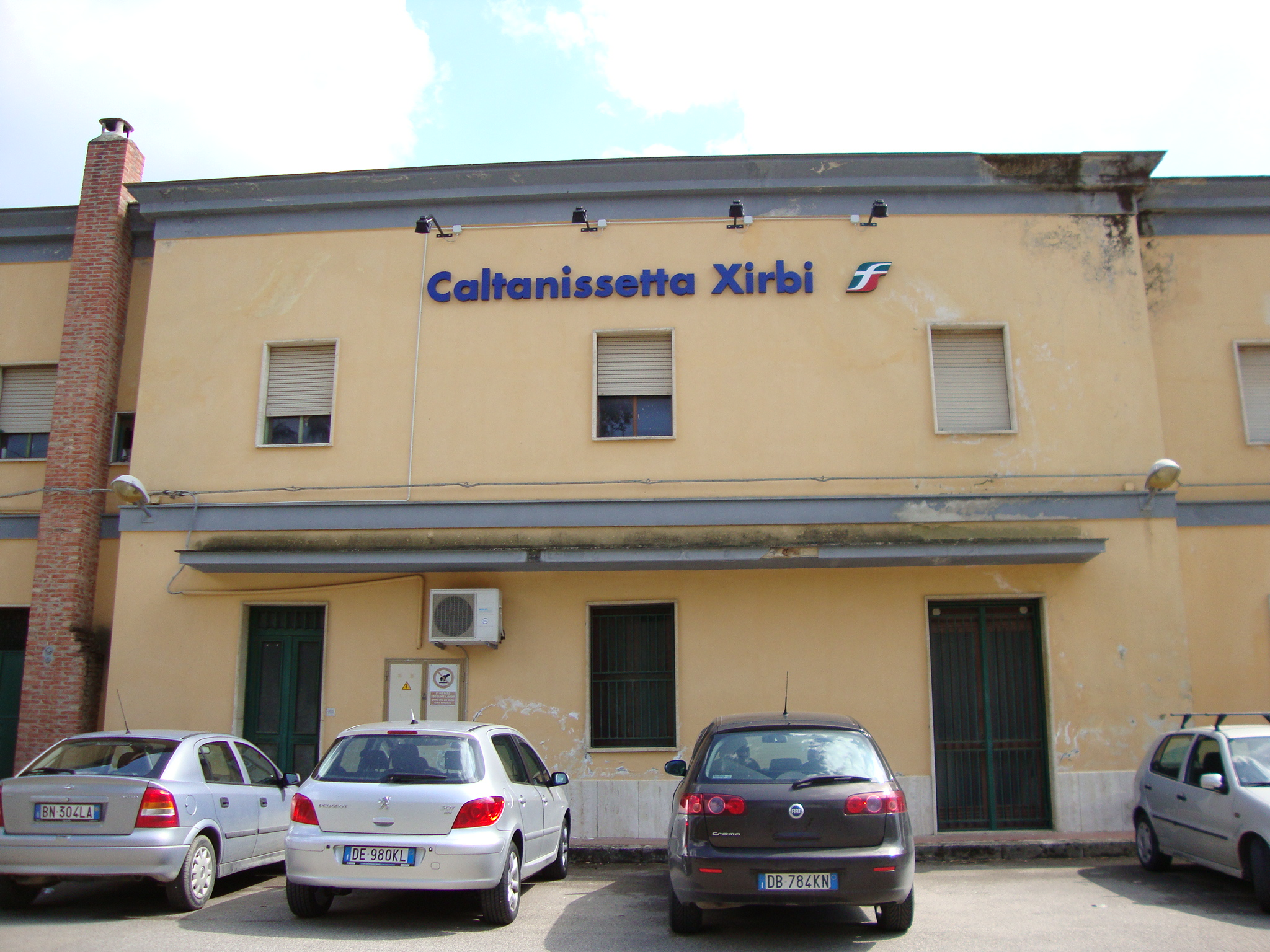
Stazione di Caltanissetta Xirbi
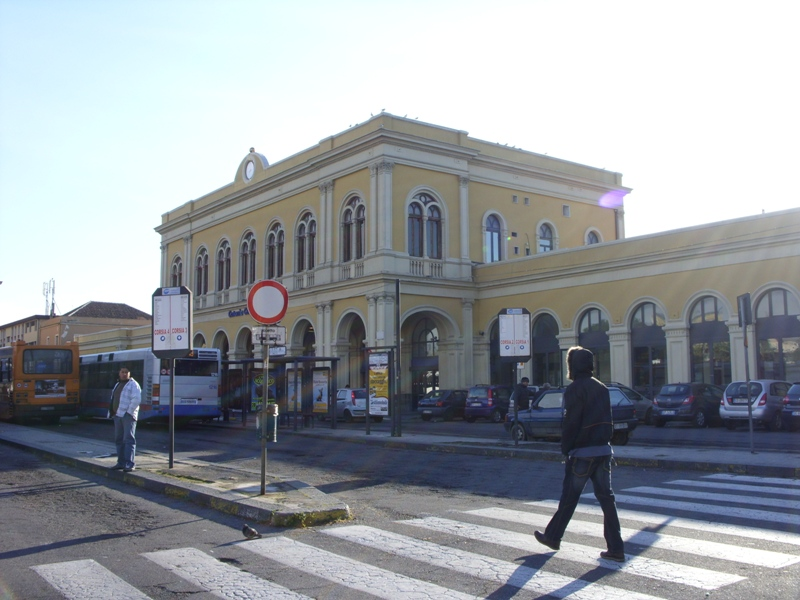
Stazione di Catania Centrale
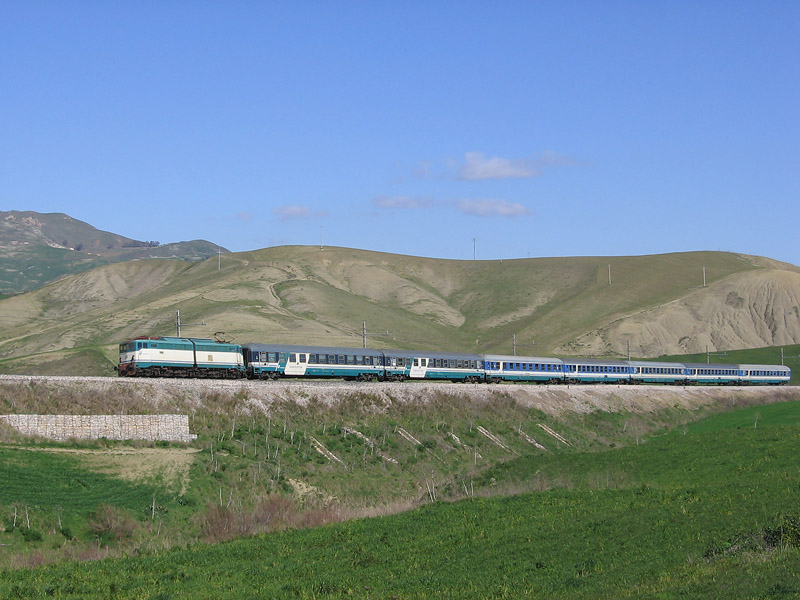
Freccia del Sud